# Cal State Fullerton Titans

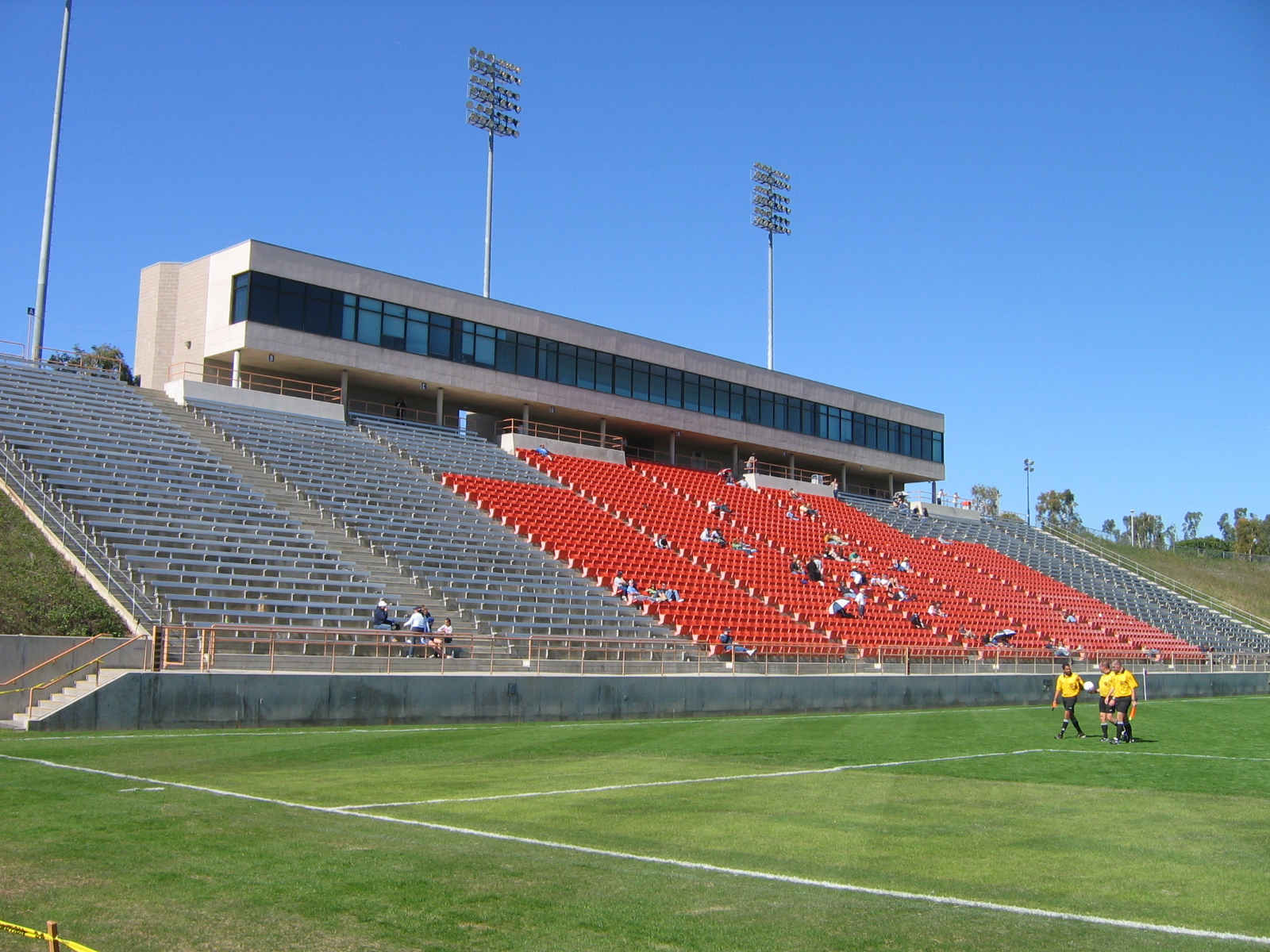
Titan Stadium.

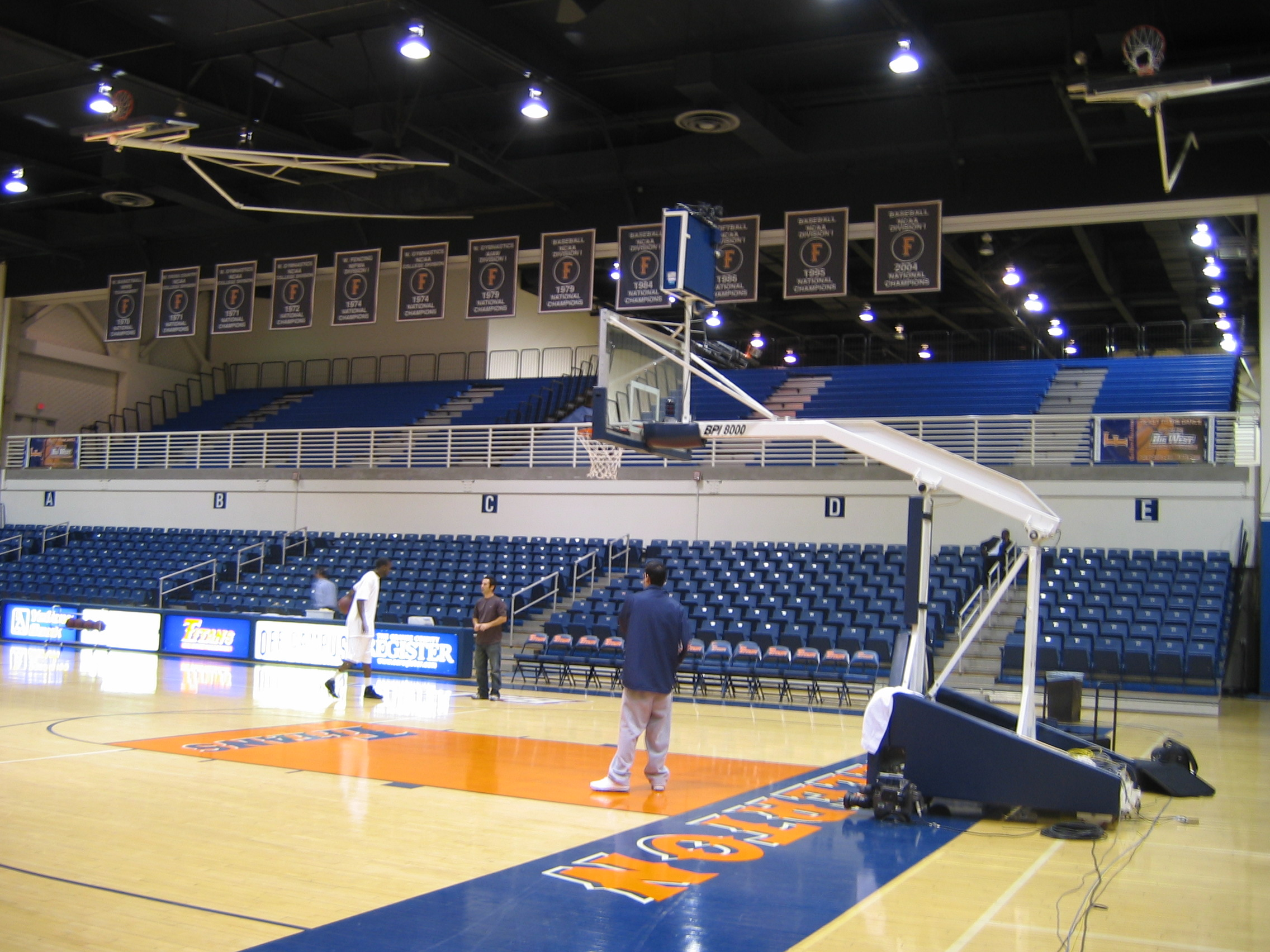
Titan Gym.

Cal State Fullerton Titans (español: Titanes de la Estatal de California, Fullerton) es el equipo deportivo de la Universidad Estatal de California, Fullerton, perteneciente a la Universidad Estatal de California, situado en Fullerton, en el estado de California. Los equipos de los Titans participan en las competiciones universitarias organizadas por la NCAA, y forman parte de la Big West Conference.

## Apodo y mascota
El origen del apodo de Titans se encuentra en una votación a la que fueron sometidos los estudiantes de Fullerton en 1963, y en la cual se presentaron casi cien propuestas diferentes de nombres. Tras una cerrada lucha, se eligió este nombre por encima de otros como Aardvarks y Rebels. Hay controversia en los motivos de ese nombre. Mientras unos afirman que se refiere al personaje mitológico, otros sugieren que el nombre hace referencia a los misiles estadounidenses de moda en aquella época.
En cuanto a la mascota, se trata de un elefante. Su origen se encuentra en una carrera intercolegial de elefantes que se organizó en 1962. Lo que comenzó siendo casi una broma, se convirtió en todo un acontecimiento que presenciaron más de 10 000 personas, con elefantes procedentes de todo Estados Unidos e incluso uno llegado de la Universidad de Oxford en Inglaterra. Para promocionar el evento se usó como mascota a Tuffy the Titan, que tras aparecer en camisetas y en diferentes espacios, acabó convirtiéndose extraoficialmente en la mascota de la universidad.

## Programa deportivo
Los Titans participan en las siguientes modalidades deportivas:
| - Masculino - Baloncesto - Béisbol - Cross - Fútbol - Atletismo - Golf |  | - Femenino - Baloncesto - Cross - Voleibol - Golf - Fútbol - Atletismo - Softball - Tenis |

### Baloncesto
El equipo de baloncesto masculino de los Titans ha ganado en tres ocasiones la liga regular de la Big West Conference, las dos últimas compartidas con otros equipos, en 2007 y 2008. También ha conseguido ganar el torneo de la conferencia en dos ocasiones, en 1978 y 2008, lo que le dio derecho en ambos años a participar en la fase final del Torneo de la NCAA. Fue en 1978 cuando consiguió su mayor éxito, llegando a cuartos de final tras derrotar, sin partir como favorita, a New Mexico y a USF antes de caer con Arkansas en el partido que daba acceso a la Final Four.
14 de sus jugadores han llegado a entrar en el Draft de la NBA, siete de los cuales han llegado a jugar como profesionales. Destaca entre todos ellos Cedric Ceballos, que jugó 10 temporadas entre 1991 y 2001.

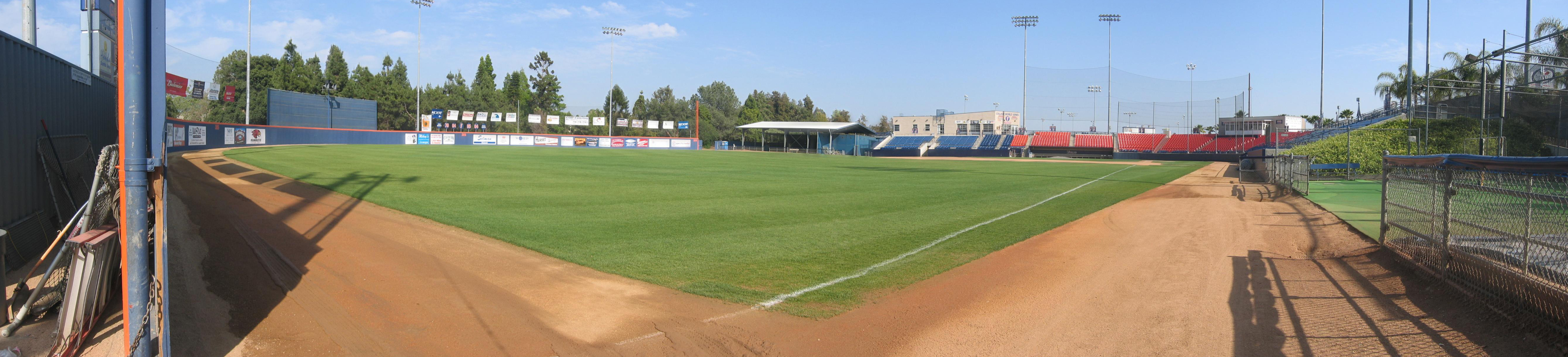
Goodwin Field, estadio de béisbol de los Titans.

### Béisbol
El equipo de béisbol es el que más éxitos ha proporcionado a la Universidad de Fullerton, ya que ha conseguido ganar en 4 ocasiones las College World Series, el equivalente al título nacional universitario, en los años 1979, 1984, 1995 y 2004. 44 jugadores de los Titans ha llegado a jugar en las Grandes Ligas de Béisbol.

### Campeonatos nacionales
Además de los cuatro títulos logrados en béisbol, los Titans han ganado otros 8 títulos nacionales en diversos deportes:
- Baloncesto femenino (NIT) - 1970
- Gimnasia masculina - 1971, 1972, 1974

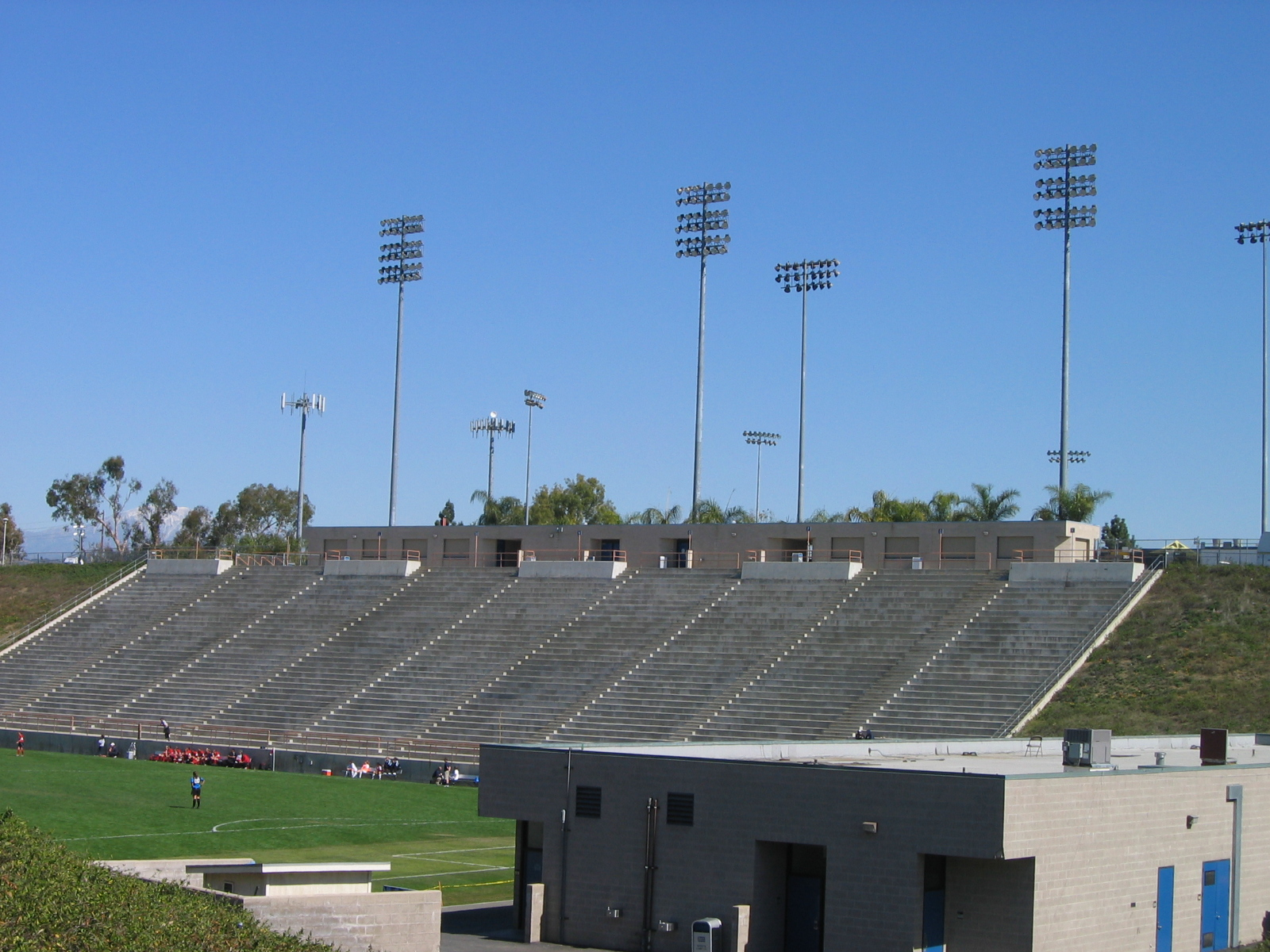
Gradas del Titans Stadium.

- Gimnasia femenina - 1979
- Cross - 1971
- Esgrima femenina - 1973
- Softball - 1986

## Instalaciones deportivas
- Titan Gym. Es el pabellón de baloncesto. tiene una capacidad para 3500 espactadores, y fue construido en 1964. en los Juegos Olímpicos de Los Ángeles de 1984 acogió partidos de balonmano.[6]
- Goodwin Field. Es el estadio de béisbol. Tiene una capacidad para 3500 espectadores.[6]
- Titans Stadium. El estadio de fútbol. Fue construido en 1992, y tiene capacidad para 10 000 espectadores. Está considerado la segunda mejor instalación del Sur de California tras el Home Depot Center en Carson, el estadio donde juegan Los Ángeles Galaxy y el Club Deportivo Chivas USA de la Major League Soccer[6]